# Schottpanzerung

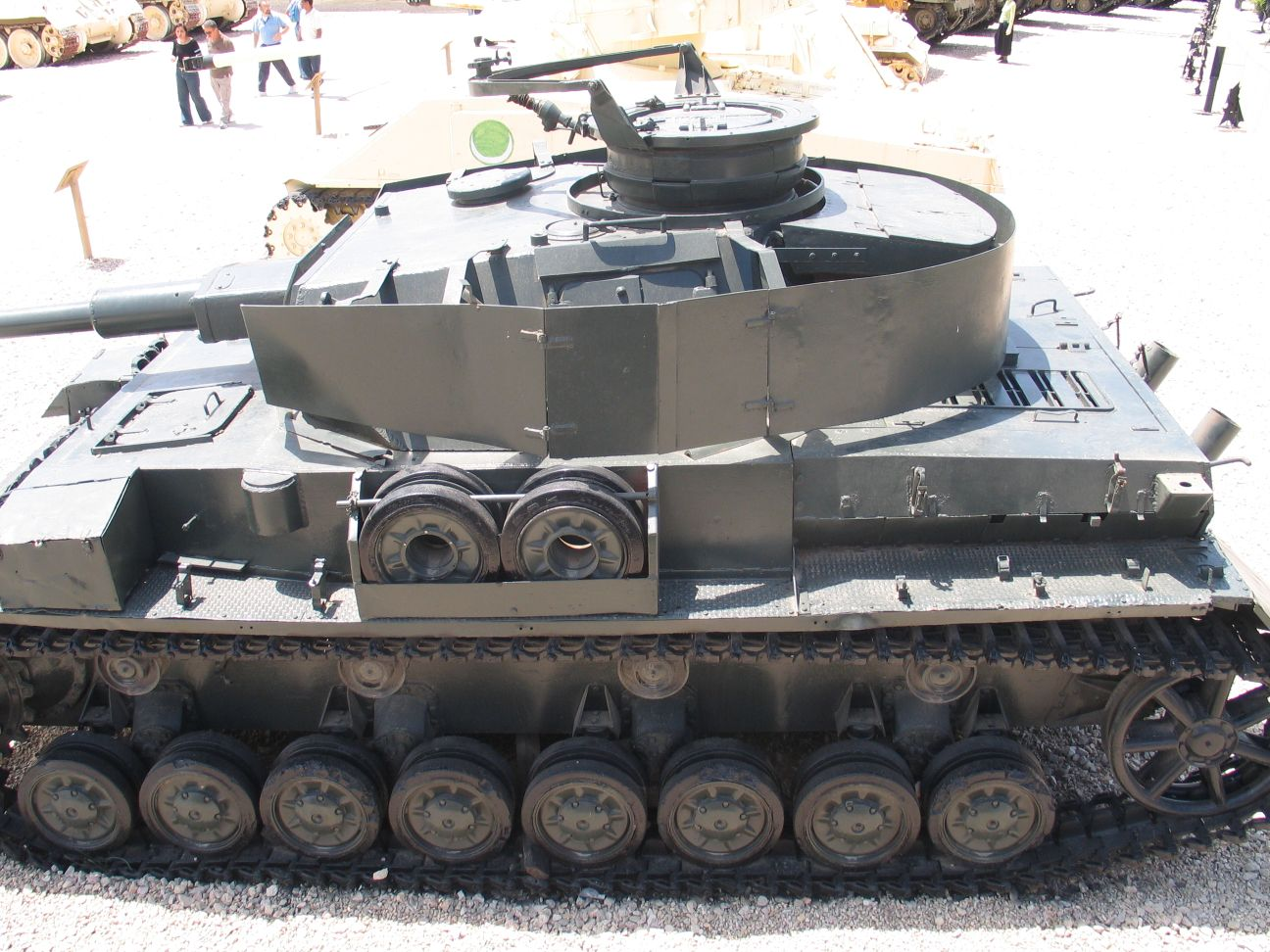
Schottpanzerung um den Geschützturm eines PzKpfw IV

Schottpanzerung ist eine spezielle Ausführung einer Panzerung, die bei gepanzerten Fahrzeugen eine verbesserte Schutzwirkung gegenüber einer Massivpanzerung erreichen soll. Insbesondere soll der Schutz gegen Hohlladungsgeschosse und APDS-Munition verbessert werden.

## Aufbau und Funktionsweise

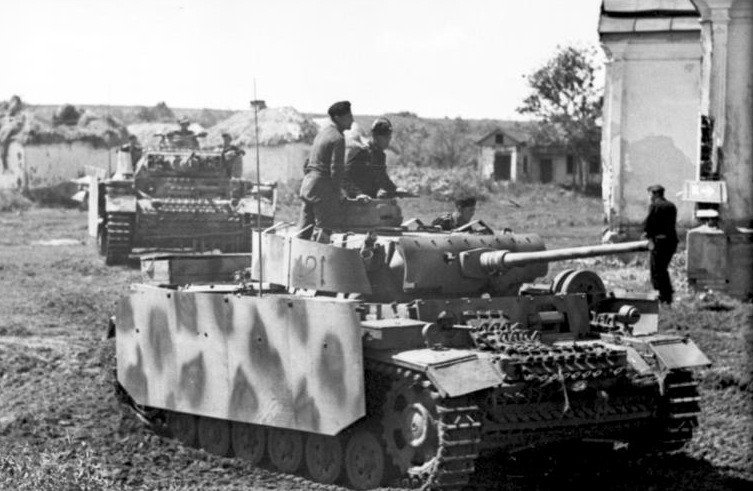
Panzerschürze an einem Panzer III

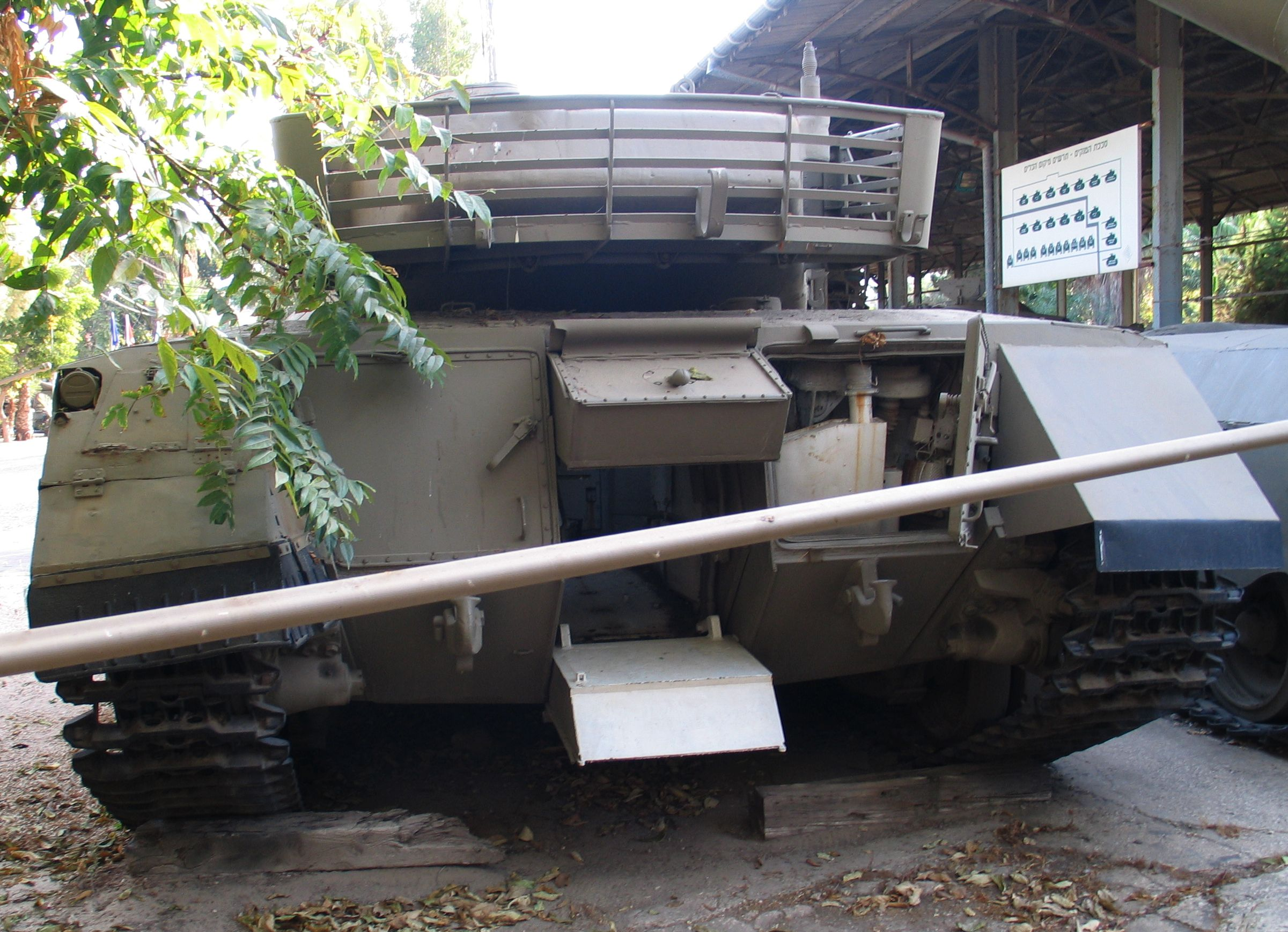
Raum zwischen den Platten wird als Stauraum verwendet (Merkava)

Schottpanzerung besteht in der Regel aus mehreren Sorten Panzerstahl, die mit einem dazwischenliegenden Luftspalt hintereinander angeordnet werden. Dabei werden an der Außenseite Platten mit hoher Härte verwendet, während an der Innenseite Platten mit hoher Duktilität zum Einsatz kommen. 
Das Schutzprinzip der Schottpanzerung gegenüber Hohlladungsgeschossen beruht darauf, dass sich beim Durchschlag des Hohlladungsstachels an der Innenseite jeder Platte Verformungen bilden, die den hinteren Teil des Stachels stören. Auf diese Weise reduziert sich nach und nach der Durchmesser des Durchschusskanals. Eine Ausführung mehrerer dünner Panzerplatten hintereinander bietet auf diese Weise eine höhere Schutzwirkung als eine einzelne dicke Platte.
Gegenüber APDS-Munition wirkt die erste Panzerungsschicht als Brechstufe, die den harten Wolframkern des Geschosses zerbrechen soll. Im folgenden Luftspalt zerstreuen sich die Splitter und werden von den weiteren Platten aufgefangen. Die erste Panzerplatte muss jedoch eine im Vergleich zu den anderen Platten hohe Dicke aufweisen, um das Geschoss effektiv zu zerbrechen.
Schottpanzerung bietet gegenüber der Massivpanzerung den Vorteil, dass bei gleichem Schutzniveau das Gewicht reduziert wird. Jedoch wird dafür mehr Raum benötigt, da Abstände zwischen den einzelnen Schichten bestehen.